# Skutskärsören
Skutskärsören är en ö i Finland. Den ligger i Norra kvarken och i kommunen Korsholm i den ekonomiska regionen  Vasa i landskapet Österbotten, i den västra delen av landet. Ön ligger omkring 15 kilometer norr om Vasa och omkring 380 kilometer nordväst om Helsingfors.
Öns area är 12 hektar och dess största längd är 0,6 kilometer i nord-sydlig riktning.